# Kammwürmer
Die Kammwürmer oder Kammborstenwürmer (Pectinariidae) sind eine Familie meist kleiner, in charakteristischen kegelförmigen Wohnröhren lebender Vielborster (Polychaeta), die in Meeren weltweit in feinkörnigen Böden als Detritusfresser zu finden sind.

## Merkmale
Die Pectinariidae werden meist etwa 1 bis 2 cm lang; lediglich die in australischen Gewässern lebende Amphictene favona kann knapp 10 cm lang und bis zu 2,6 cm breit werden. Anders als der Großteil der Vielborster haben die Pectinariidae eine konstante Anzahl an Segmenten, und zwar bei sämtlichen Arten 22 Segmente. Der Körper ist in drei Abschnitte unterteilt: Thorax, Abdomen und eine End-Skaphe, eine schüsselförmige (altgriechisch σκάφη skáphē „Schüssel“), aus den letzten fünf miteinander verschmolzenen Segmenten gebildete und seitlich mit stachelartigen Borsten besetzte Struktur. Der Kopf besteht aus einem reduzierten Prostomium, das mit dem zu Lippen um den Mund reduzierten Peristomium verschmolzen ist. Antennen fehlen. Auf den Lippen oder um diese herum sitzen die nicht rückziehbaren buccalen Palpen, an denen eine Wimpernrinne verläuft. Auf den Notopodien des ersten Segments sitzen auffällige, von einem Kopfschleier (einer Tentakelmembran) umgebene Paleae. Die Notopodien der übrigen Segmente sind kurz und abgeschnitten zylinderförmig, die Neuropodien als Tori ausgebildet. An den Notopodien sitzen kapillarförmige Borsten und Stacheln, an den Neuropodien Haken. Das Peristomium bildet ein mehr oder weniger wohl entwickeltes Operculum, dessen erhöhte Ränder glatt oder in dreieckige Läppchen unterteilt sein und auch Cirren tragen können. Am 4. und 5. Segment sitzen dorsal blattförmige Kiemen. Die vorderen Segmente haben ventral paarige Drüsenbereiche und einen kleinen Zentralschild.
Zwischen den Notopodien und Neuropodien verlaufen Lateralorgane, innen bewimperte Gruben.
Die Längsmuskeln sind in Bündeln angeordnet. Die Tiere haben zwischen dem ersten und dem zweiten Segment eine Kehlmembran und ein ventrales Buccalorgan. Der Darmkanal verläuft in einer Schleife. Das geschlossene Blutgefäßsystem umfasst rückenseitig ein zentrales Herz sowie ein Rücken- und ein Bauchgefäß, die durch Seitengefäße, Kapillaren und Lakunen am Darmkanal miteinander verknüpft sind. In den Vordersegmenten sitzen einige Paare Mixonephridien, die der Ausscheidung dienen, und in den hinteren Segmenten Gonodukte.

## Wohnröhre
Die Pectinariidae können leicht an ihren kegelförmigen, an Eistüten erinnernden Wohnröhren erkannt werden, die sie mit körpereigenem Schleim aus Sandkörnern zusammenzementieren. Es fällt auf, dass das breitere Ende mit dem Kopf im Sediment nach unten gerichtet ist.

## Lebensraum und Lebensweise
Die Pectinariidae leben in ihren kegelförmigen Wohnröhren mit dem Kopf nach unten sessil als Substratfresser in feinkörnigen Sedimentböden. Mit ihren goldfarbenen Paleae graben sie sich ins Substrat, während sie mit ihren Palpen die Substratpartikel aufsammeln, die sie verschlucken. Die organischen Bestandteile am Substrat – Detritus und Mikroorganismen – werden verdaut, während die mineralischen Bestandteile ausgeschieden werden. Ebenso werden auch einige der aufgesammelten Partikel nicht mit dem Mund aufgenommen, sondern als Pseudofaeces abgestoßen.

## Entwicklungszyklus
Bei den Pectinariidae tritt Hermaphroditismus auf, so etwa bei Lagis koreni, die Eizellen und Spermien wahrscheinlich am selben Keim-Epithel bilden kann. Die linsenförmigen Eizellen werden noch vor Abschluss der Meiose ins freie Meerwasser entlassen, wo auch die Befruchtung stattfindet. Die Zygoten entwickeln sich zu frei schwimmenden Trochophora-Larven und später zu Metatrochophora, die sich als Zooplankton von Phytoplankton ernähren. Die reifen Larven, bei denen die charakteristischen Paleae bereits sichtbar sind, suchen sich aktiv ein geeignetes, feinkörniges Substrat aus, ehe sie sich festsetzen, zu kriechenden Würmern metamorphosieren und eine Wohnröhre bauen.
Ungeschlechtliche Vermehrung ist bei den Pectinariidae unbekannt und kommt wahrscheinlich nicht vor.

## Gattungen und Arten
Die Arten der Familie Pectinariidae werden entweder auf 2 oder auf 5 Gattungen verteilt:
- Pectinaria Savigny in Lamarck, 1818
- Petta Malmgren, 1866
- Amphictene Savigny, 1822 (auch als Untergattung von Pectinaria)
- Cistenides Malmgren, 1866 (auch als Untergattung von Pectinaria)
- Lagis Malmgren, 1866 (auch als Untergattung von Pectinaria)